# Blejzr

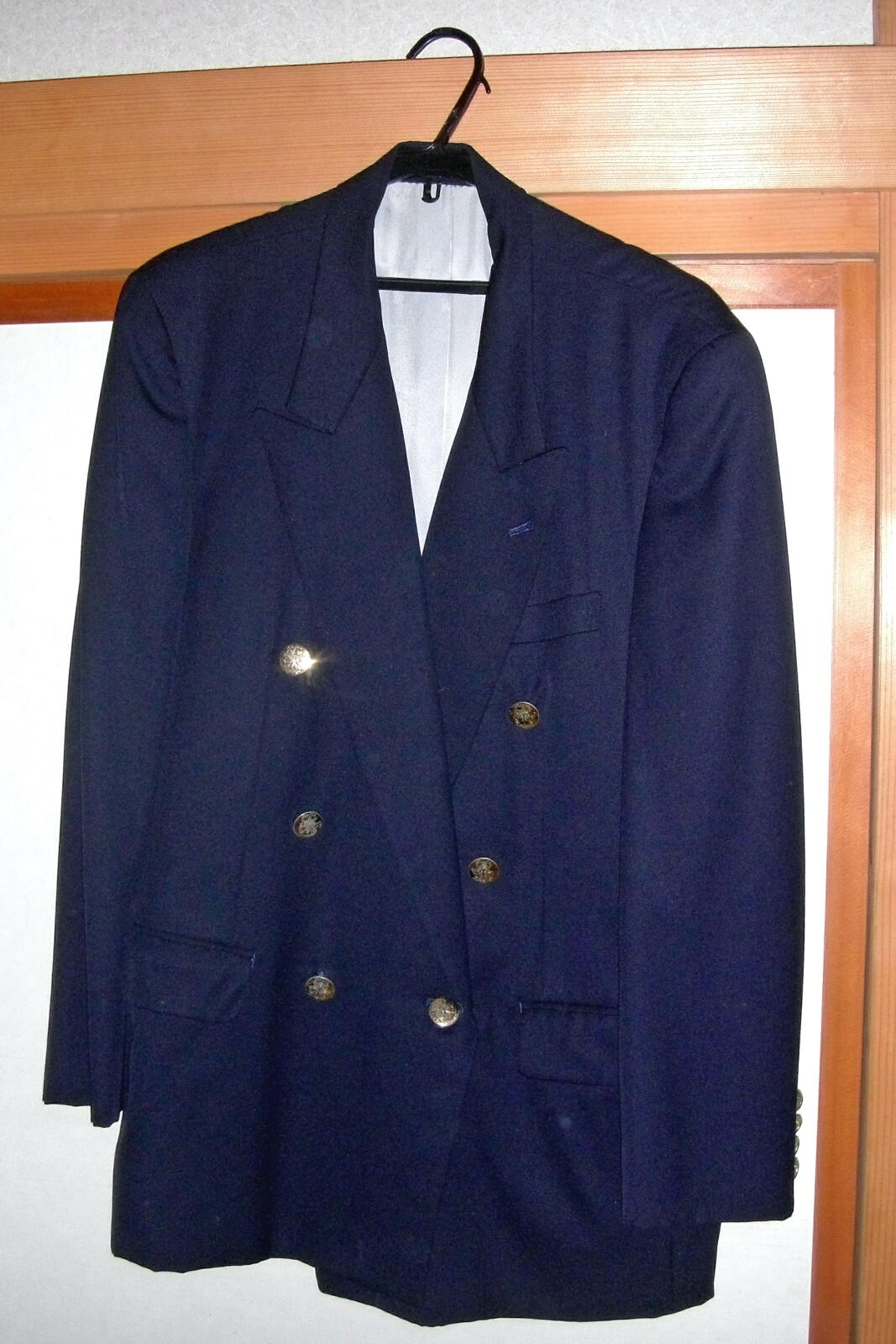
Blejzr

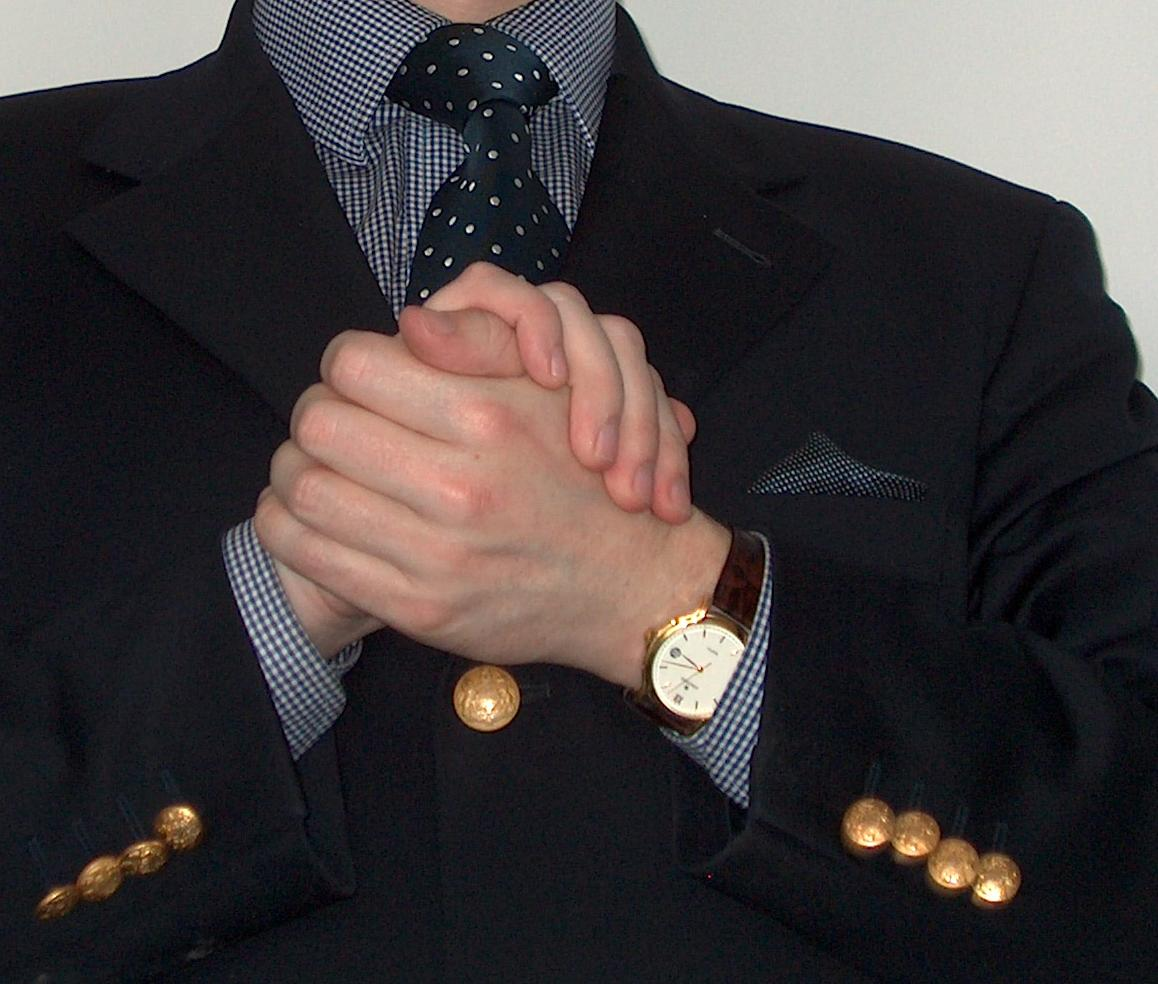
Jednořadý tmavomodrý blejzr s mosaznými knoflíky

Blejzr je druh saka, který tvoří jakýsi mezistupeň mezi sportovním sakem a oblekem. Má poněkud méně formální střih než sako k obleku, oproti kostkovanému tvídovému či sportovnímu saku je však formálnější. Ke klasickému tmavomodrému blejzru patří mosazné nebo zlaté knoflíky.

## Historie
Existují dva druhy blejzrů, dvouřadý a jednořadý. Každý z nich má zcela jiný původ. Dvouřadý blejzr, který může mít jen tmavomodrou barvu, je odvozen z krátkého dvouřadého saka, jež v 19. století tvořilo součást uniformy britského námořnictva. Jeho název prý pochází od válečné fregaty Blazer, jejíž kapitán nechal podobný oděv v roce 1837 ušít své posádce u příležitosti návštěvy královny Viktorie. Nový stejnokroj se posléze rozšířil i na ostatní lodě britského námořnictva. O tom, jak si našlo modré sako se zlatými knoflíky cestu do civilních šatníků, však neexistují žádné důvěryhodné dokumenty. Je možné, že si námořní důstojníci nechávali šít blejzry jako civilní verzi svých uniforem a jejich krejčí nabídli tento střih i ostatním zákazníkům.
Jednořadý blejzr naproti tomu žádnou vojenskou minulost nemá. Vyvinul se z klubového saka, které v 19. století nosili angličtí veslaři, takže se může šít z různobarevných látek.

## Užití
Také jednořadý blejzr je dnes převážně tmavomodrý Poněkud jiná situace je v USA, kde se těší značné oblibě blejzry v barvách lahvově zelené, fuchsiové a žluté. Jednořadý blejzr má obvykle tři kapsy buď bez patky, anebo s patkou, což je výsledek konfekčního šití souběžně se sportovními saky a obleky. Knoflíky bývají většinou modré nebo emailové.
Klasicky střižený dvouřadý tmavomodrý blejzr je dnes populární zejména v USA a v Británii, kde tvoří součást méně formálního oblečení do kanceláře. Pro volnočasový oděv jej však mnozí stále považují za příliš formální.
Blejzry se nosí s řadou dalších oděvů počínaje košilemi s vázankou až po polokošile s rozhalenkou. Ve Francii, Itálii a Španělsku je oblíbená kombinace jednořadého blejzru s kalhotami chino či šedými flanelovými kalhotami a hnědými botami.